# Doumbou
Doumbou est une commune rurale située dans le département de Gaoua de la province du Poni dans la région Sud-Ouest au Burkina Faso.

## Géographie
Doumbou est situé à environ 5 km au nord-ouest du centre de Gaoua, le chef-lieu du département, et à 2 km au nord de Sidoumoukar et de la route nationale 11.

## Santé et éducation
Le centre de soins le plus proche de Doumbou est le centre hospitalier régional (CHR) de la province à Gaoua.
La commune possède une école primaire.